# Fritz Noether
Fritz Alexander Ernst Noether (7. října 1884 Erlangen – 10. září 1941 Orel) byl židovský německý matematik, který emigroval z nacistického Německa do Sovětského svazu.

## Život
Otec Fritze Noethera – Max Noether byl matematik a profesor v Erlangenu. Matematička Emmy Noetherová byla jeho starší sestrou.
Fritz Noether měl dva syny – Hermana D. Noethera a Gottfrieda E. Noethera. Jeho nejstarší syn Herman byl chemikem. Gottfried byl americký statistik a pedagog a napsal krátkou biografii svého otce.
Fritz Noether byl schopný matematik. Nebylo mu dovoleno pracovat v nacistickém Německu, protože byl Žid – přestěhoval se proto do Sovětského svazu, kde byl jmenován profesorem na Tomské státní univerzitě.
V listopadu 1937, během Velké čistky, byl ve svém domě v Tomsku zatčen NKVD. Dne 23. října 1938 byl odsouzen k 25 letům vězení na základě obvinění ze špionáže a sabotáže. Byl uvězněn v různých věznicích. Dne 8. září 1941 Vojenské kolegium Nejvyššího soudu SSSR jej odsoudilo k trestu smrti na základě obvinění z „protisovětské propagandy“. Byl zastřelen v Medveděvském lese u města Orel dne 10. září 1941. Místo jeho pohřbu není známo, ale na hřbitově v Gengenbachu v Německu je pamětní deska na místě hrobu jeho manželky.

## Dílo
Vědecky nejvýznamnější úspěchy Fritze Noethera jsou v oblasti funkcionální analýzy. Připisuje se mu vynález Fredholmských operátorů, pojmenovaných po švédském matematikovi Eriku Fredholmovi. V ruské literatuře jsou většinou označovány jako noetherské operátory